# Incestophantes duplicatus
Incestophantes duplicatus är en spindelart som först beskrevs av James Henry Emerton 1913.  Incestophantes duplicatus ingår i släktet Incestophantes och familjen täckvävarspindlar. Inga underarter finns listade i Catalogue of Life.